# Адамова голова (символ)

Знак Корниловского полка

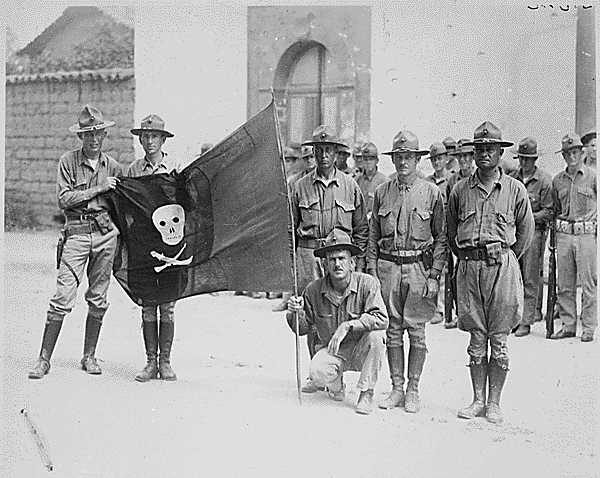
Американские военные позируют с трофейным флагом сандинистов (ок. 1933)

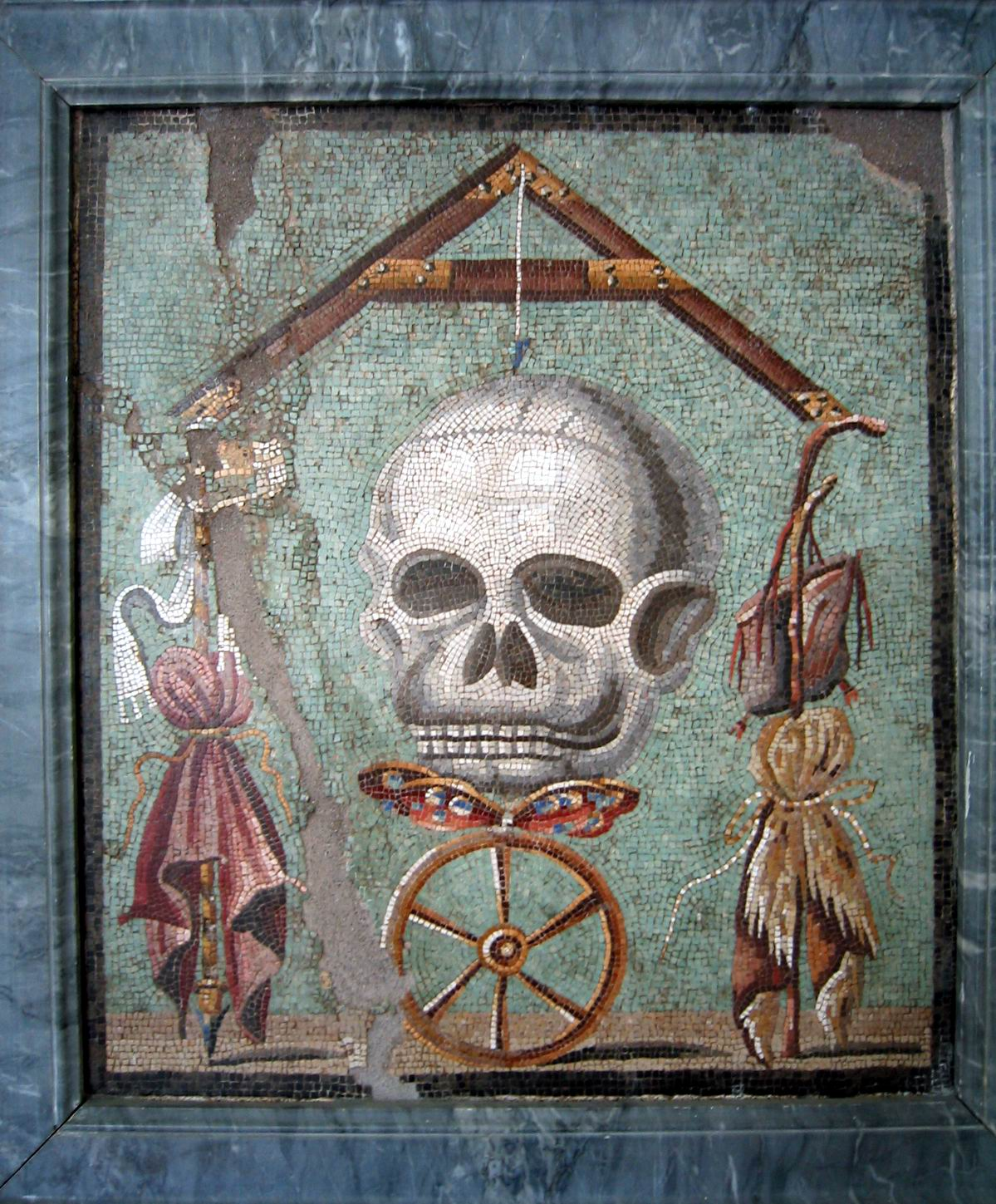
Череп как символ превратности Фортуны. Мозаика. Помпеи

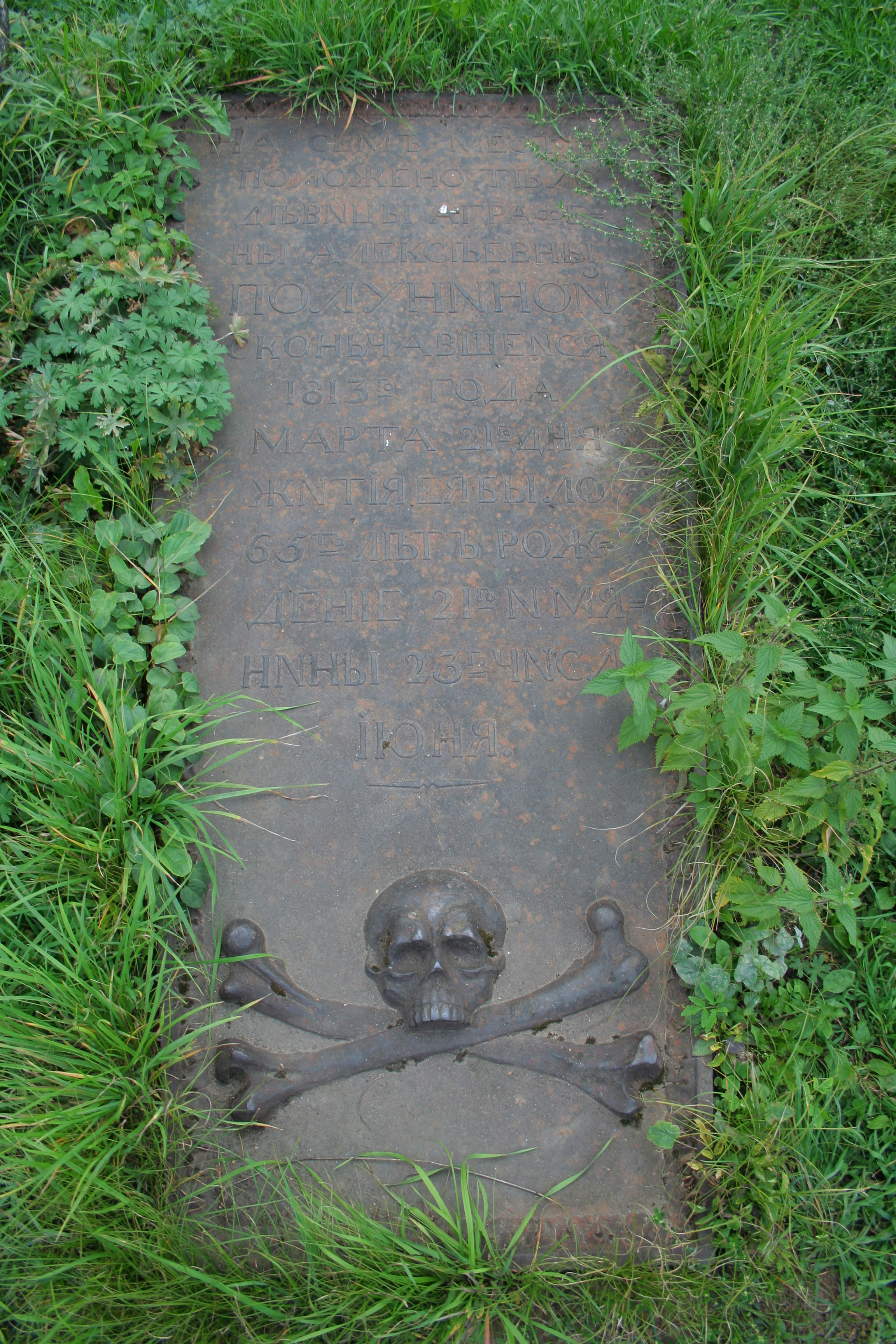
Новоиерусалимский монастырь в Истре. Старый монастырский некрополь.

Ада́мова глава́ (Ада́мова голова́), Мёртвая голова́ (нем. Totenkopf), Череп с костями — символическое изображение человеческого черепа с двумя крест-накрест лежащими костями. Является как символом смерти, так и иногда бесстрашия перед её лицом, а также традиционным предупреждающим символом, которым помечают тару и грузы, содержащие ядовитые вещества, либо обозначают смертельную опасность от других факторов — поражения электрическим током или воздействия ионизирующего излучения. Как правило, изображается белым или серебряным цветом на чёрном фоне, в случае использования в качестве предупреждающего знака — чёрным цветом на жёлтом или жёлто-оранжевом фоне в равностороннем треугольнике с чёрной границей или в квадрате (во втором случае с буквами Т или Т+ — для токсичных веществ и сильнодействующих ядовитых веществ соответственно).

### Христианские корни

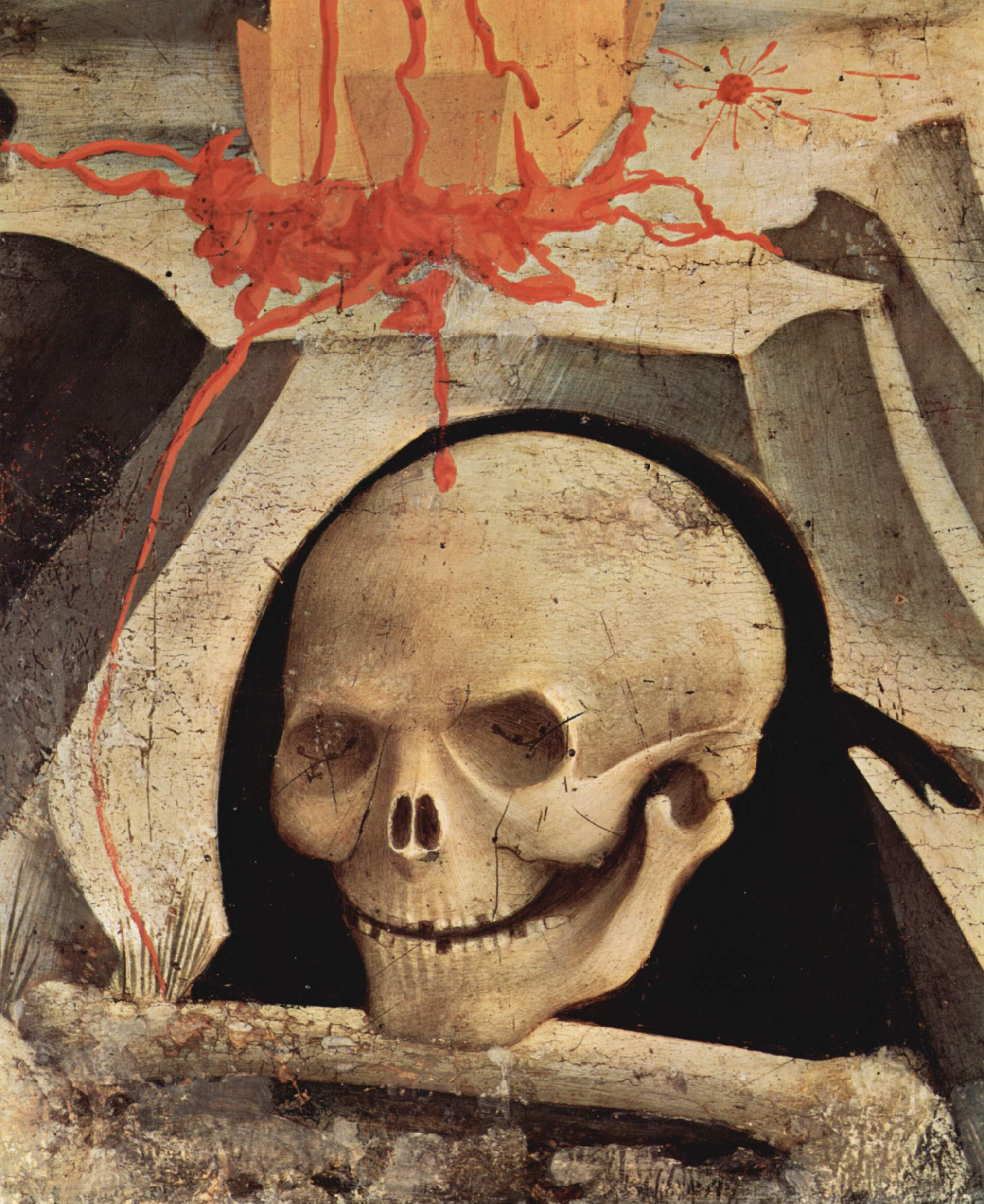
Кровь Христа омывает череп Адама. Распятие Христа.
Фрагмент фрески Фра Беато Анджелико

## История военного использования символа

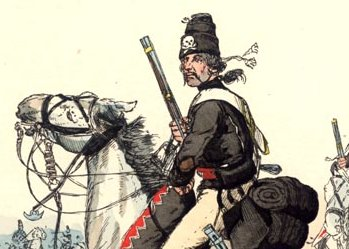
Прусский гусар

### В Русской императорской армии

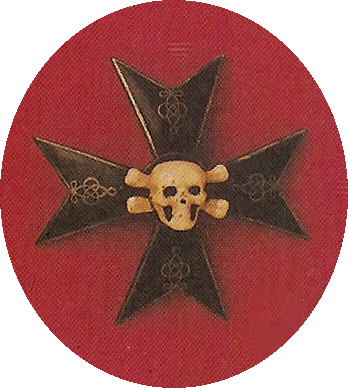
Знак 5-го Гусарского Александрийского Ея Императорского Величества Государыни Императрицы Александры Феодоровны полка

### Во время Первой мировой войны

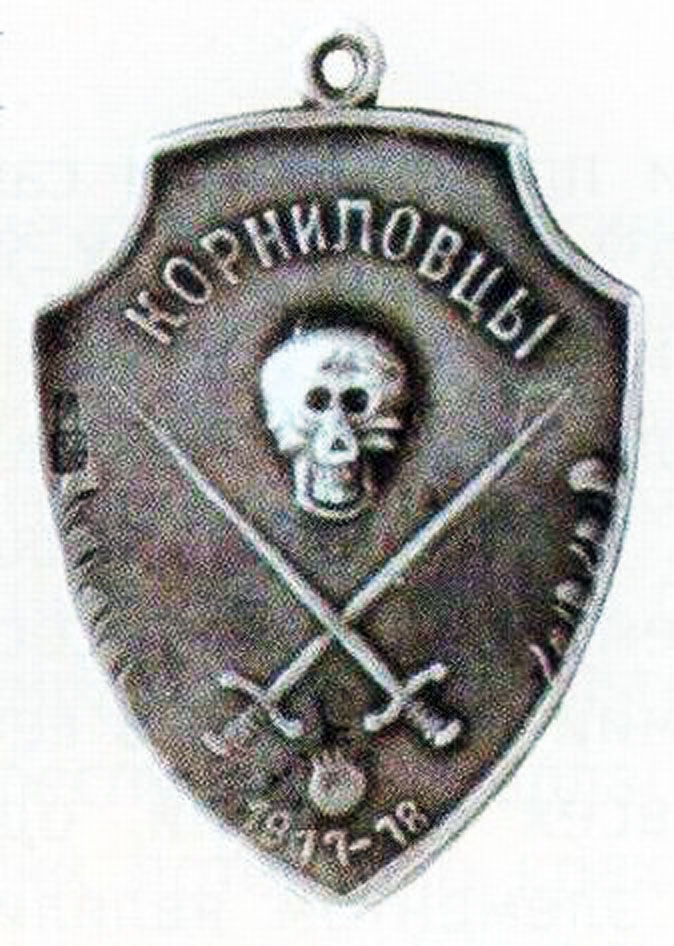
Знак Корниловского ударного полка

### Во время Гражданской войны в России

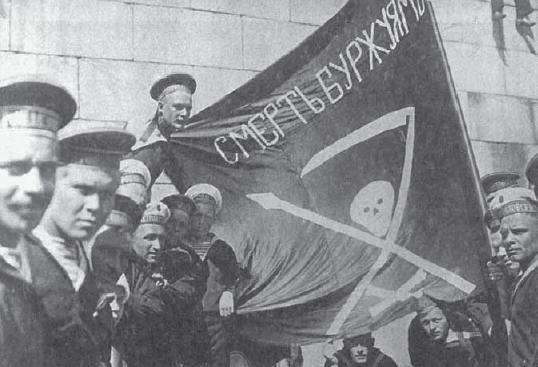
Красные матросы с флагом «Смерть буржуям», 1917 г.

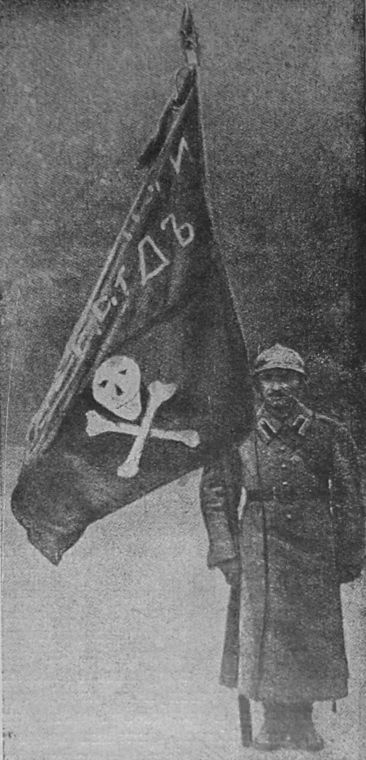
Ударный отряд, 1918 г.

### Во время революции в Германии

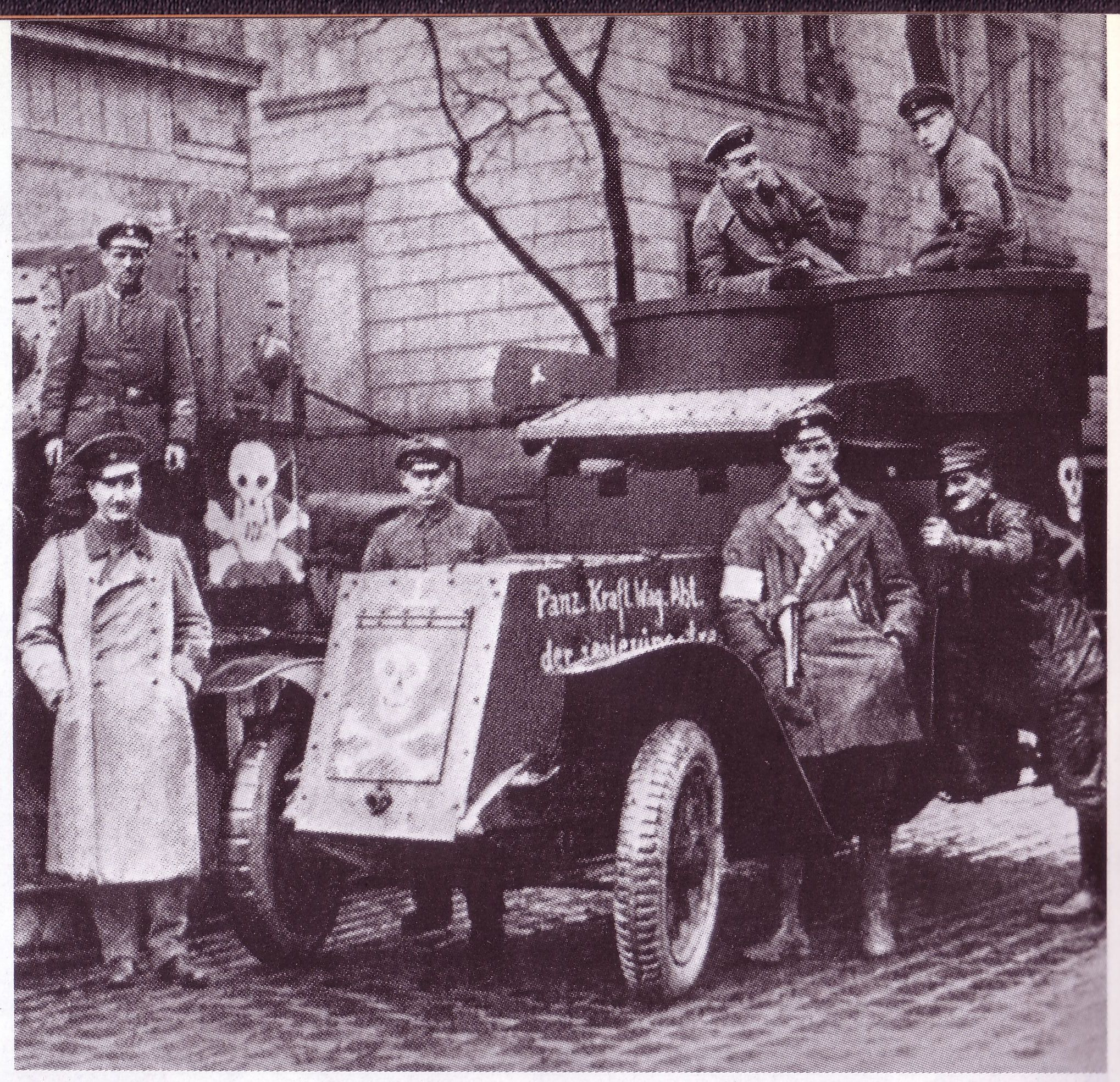
Броневик отряда подавления январского восстания в Германии с эмблемой «Мёртвая голова». 1919 г.

### Во время Второй мировой войны

Эмблема 3-й танковой дивизии СС

### Символ опасности

Обозначение опасного материала в системе информации о вредных материалах на производстве

Этикетка с надписью «Яд!», применявшаяся в советских аптеках в 1930-х годах

## Иллюстрации

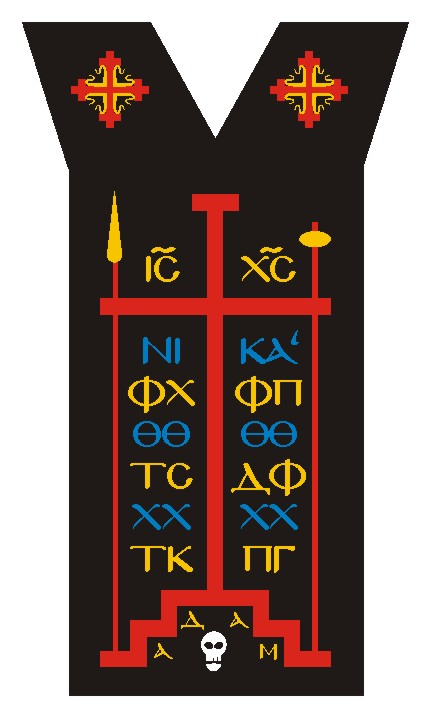
Адамова голова на греческой монашеской схиме
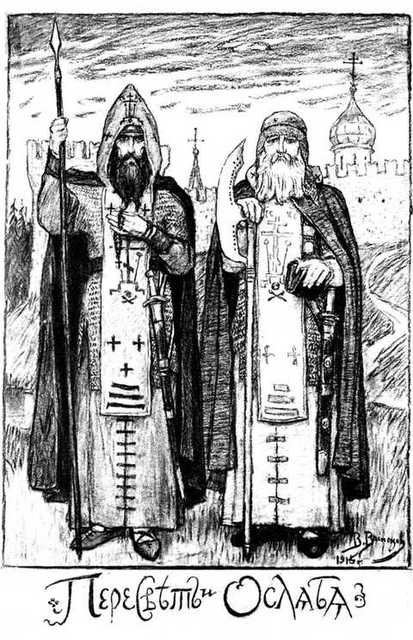
Воины в монашеских схимах. Виктор Васнецов, «Пересвет и Ослябя»
Традиционный пиратский флаг
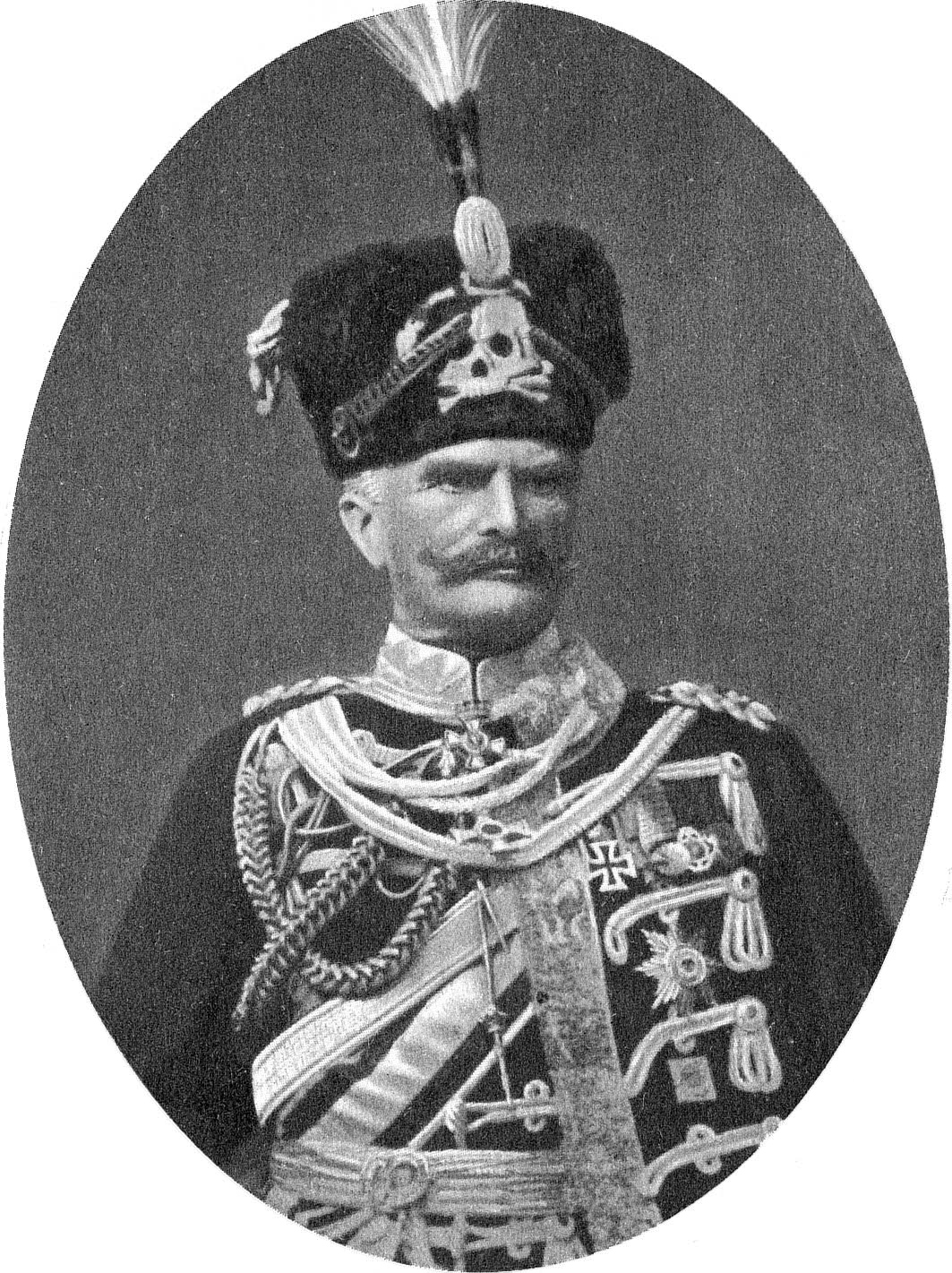
Мёртвая голова на германском военном головном уборе. Прусский генерал-фельдмаршал Август фон Макензен.
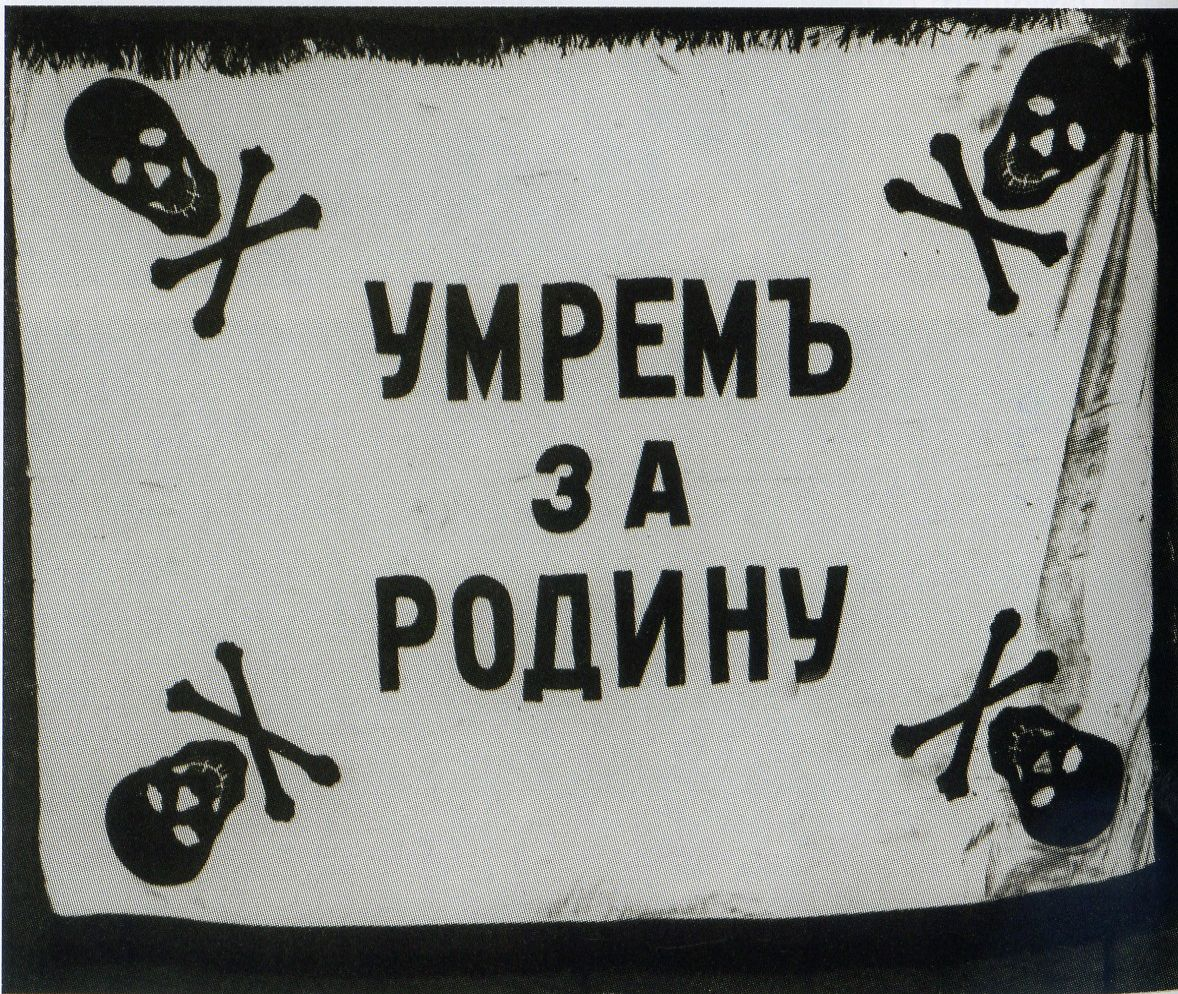
Один из флагов ударных частей (частей смерти) Русской армии.
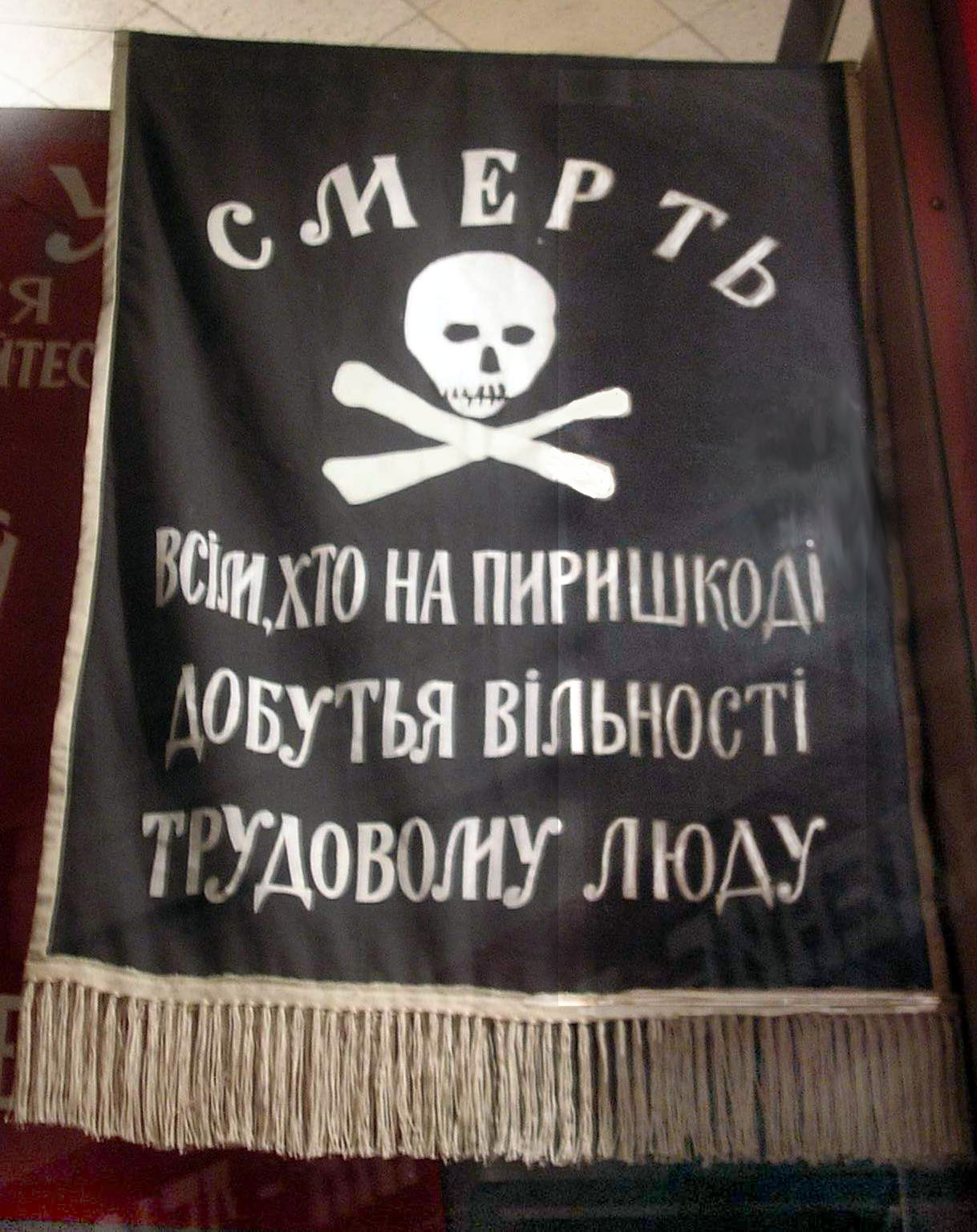
На флаге, музей города Гуляйполе. «Смерть всем, кто мешает получить свободу трудовому народу».
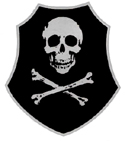
Нарукавная эмблема пехотного батальона Куперьянова, Эстония (02.12.1918—21.06.1940, 18.03.1992—н.в.)
С 1941 года флаг сербского националистического движения четников. За Короля и Отечество. Свобода или Смерть.
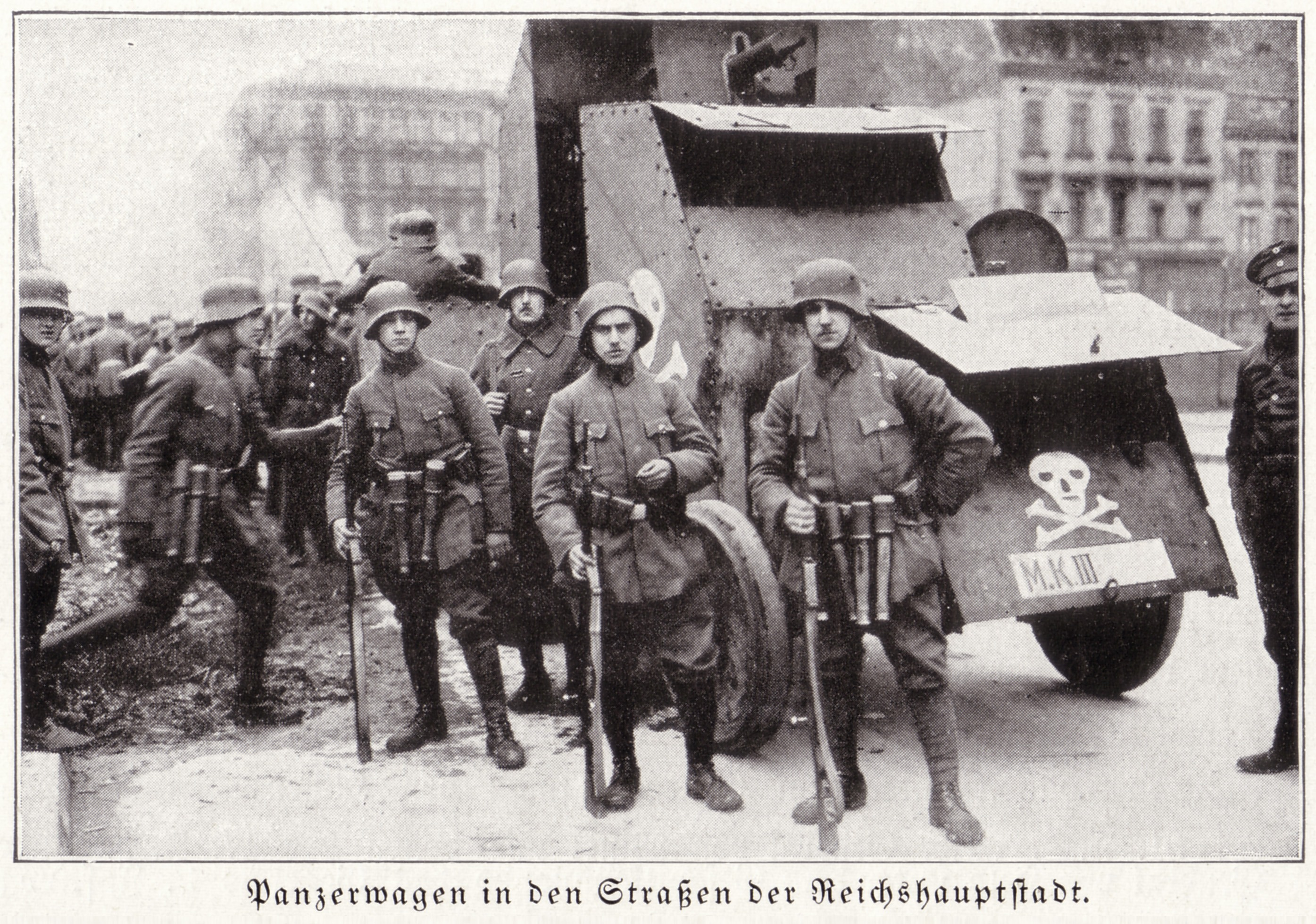
Мертвая голова распространённый символ фрайкора, позже перешёл к СС.
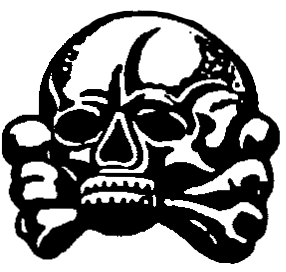
Шапочный знак «Мёртвая голова» танковых войск до 1945 г., с 1934 до 1945 г. первая версия «СС-Мёртвая голова».
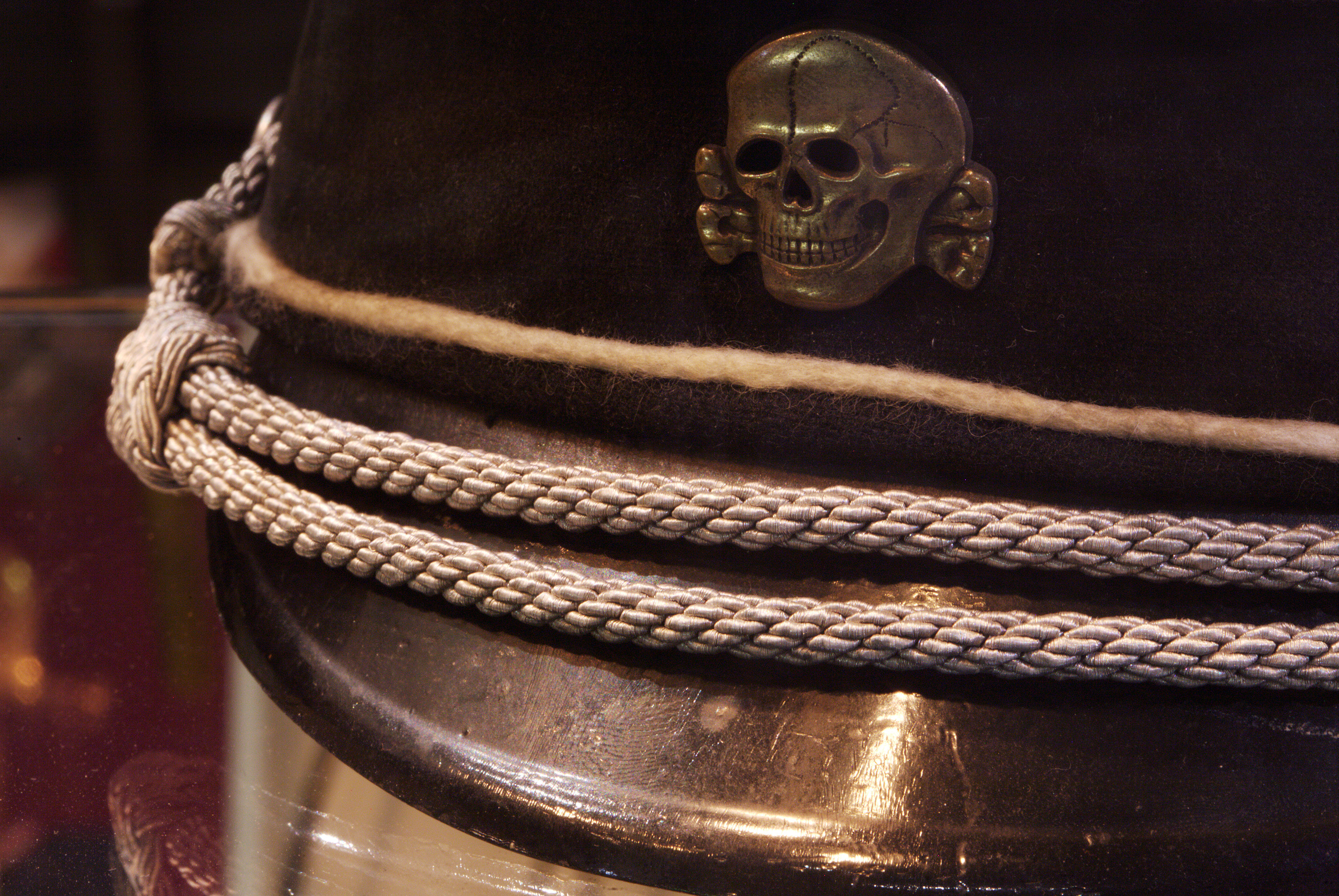
Мёртвая голова на фуражке СС
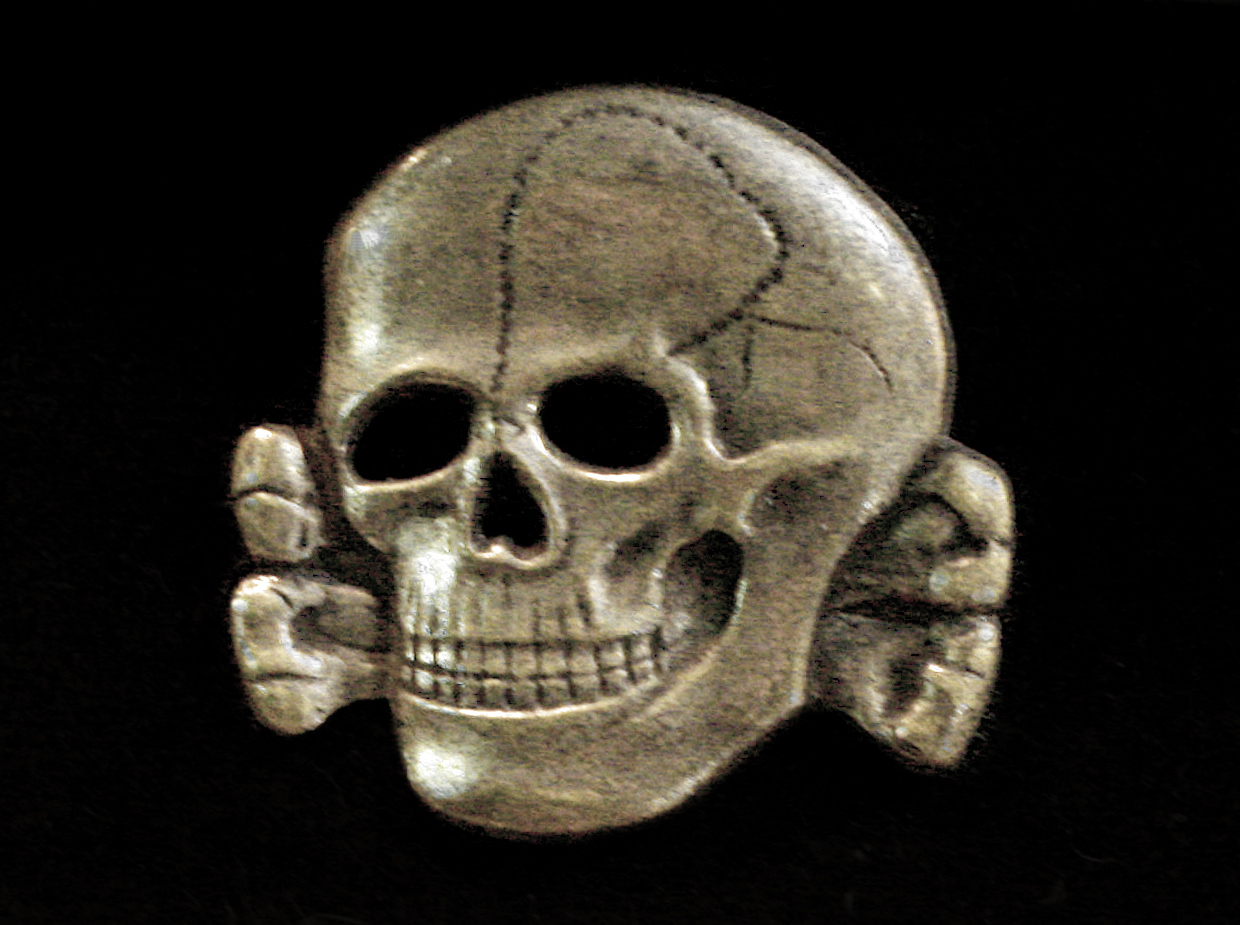
Шапочный знак «СС-Мёртвая голова», вторая версия с 1934 до 1945 г.
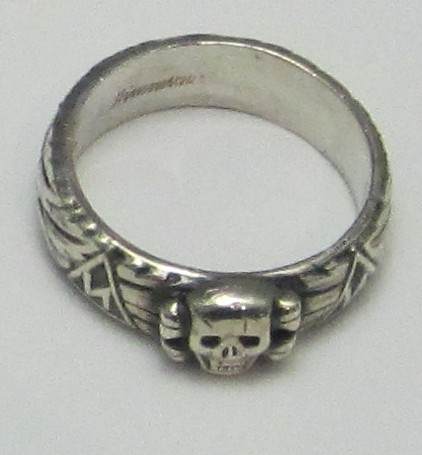
Кольцо «Мёртвая голова»
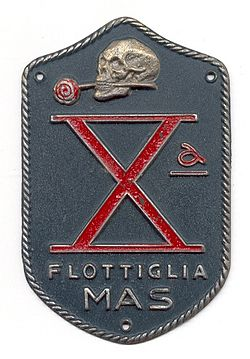
Символика 10-й флотилии MAS
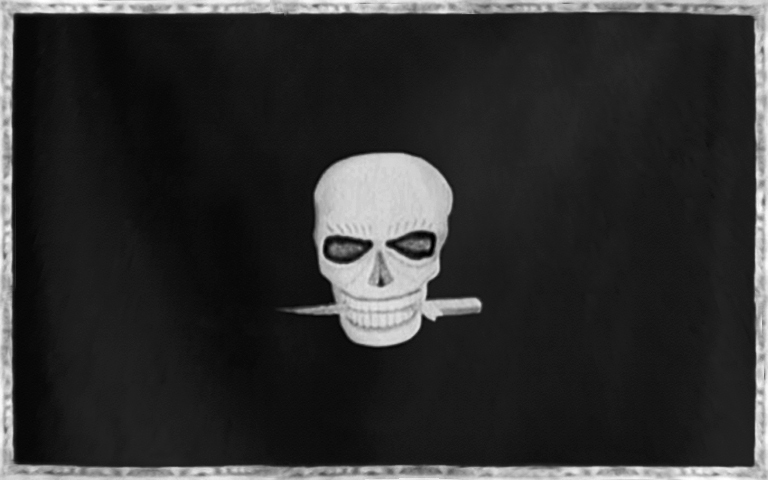
Неофициальный флаг итальянских чернорубашечников с символом черепа с кинжалом в зубах, доставшимся от ардити.
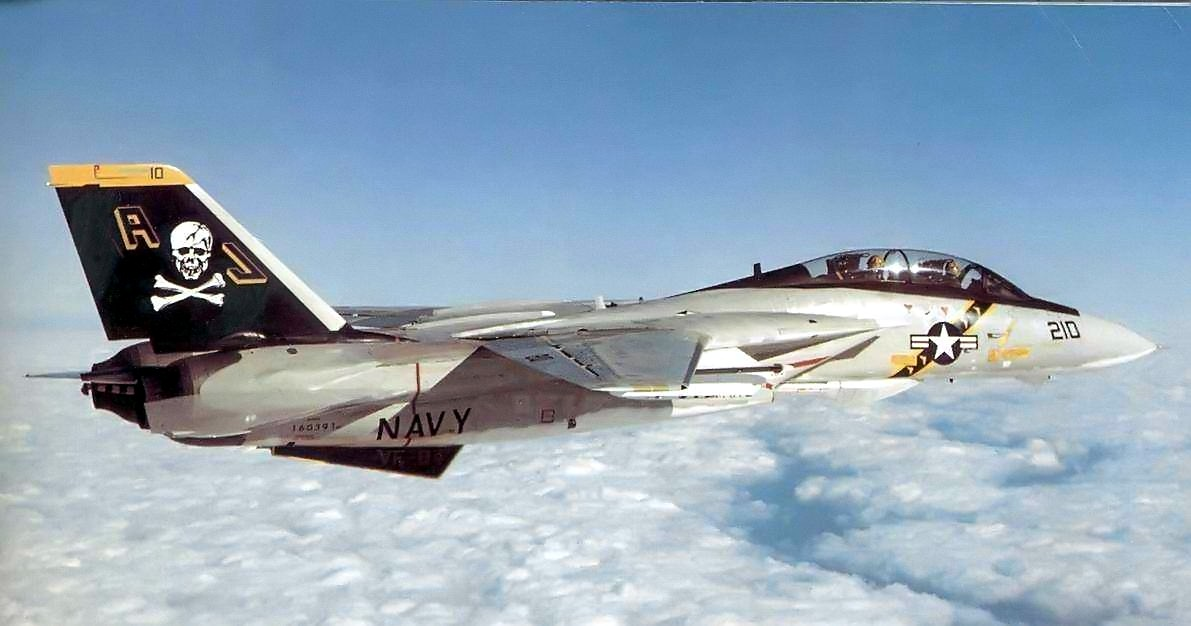
Самолёт американской эскадрильи VF-84
Предупреждающая табличка для токсичных материалов
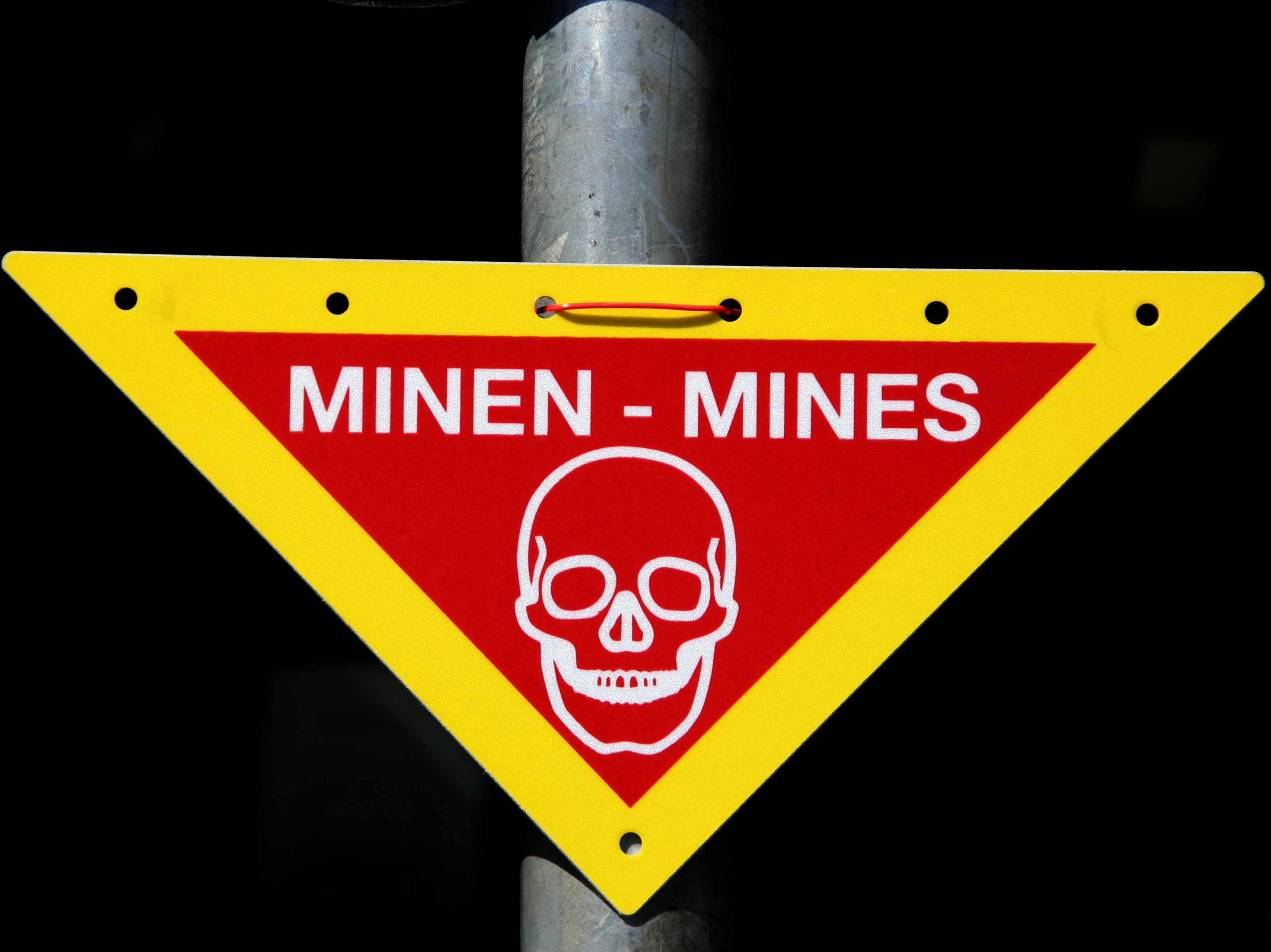
Табличка, предупреждающая о минах
Эмблема 72-й отдельной механизированной бригады
Эмблема Республиканской гвардии Сирии
Новый знак радиационной опасности